# Liste von Rebsorten/E
Legende, Erläuterungen und Quellen: Siehe Hauptartikel!
Hinweise zu Änderungen bzw. Ergänzungen siehe Diskussion.
| Rebsorte - wichtige Synonyme                                                                         | VIVC | Bild | Verw.       | H.  | Spe.   | Abstammung                                | Zü.J. | ha 2016 | Anbauländer                        |
| --- | ---- | ---- | ----------- | --- | ------ | ----------------------------------------- | ----- | ------- | ---------------------------------- |
| Early Muscat - Petite Syrah, Petite Sirah                                                            |      |      | WWT, TT     | USA | V.Vi.  | Muscat Hamburg × Koenigin Der Weingaerten | 1943  |         |                                    |
| Edelweiss                                                                                            |      |      | WWT, TT     | USA | I. C.  | Minnesota 78 × Ontario                    | 1968  | 16      | USA                                |
| Ederena                                                                                              |      |      | WWT         | FRA | V.Vi.  | Merlot × Abouriou                         | 1952  | 1       | Frankreich                         |
| Egiodola - Ezhiodola                                                                                 |      |      | RWT         | FRA | V.Vi.  | Abouriou × Molar                          | 1954  | 285     | Frankreich, Brasilien, Uruguay     |
| Ehrenbreitsteiner                                                                                    |      |      | WWT         | DEU | V.Vi.  | Ehrenfelser × Reichensteiner              | 1964  | 8       | Deutschland                        |
| Ehrenfelser                                                                                          |      |      | WWT         | DEU | V.Vi.  | Riesling × Knipperle                      | 1929  | 82      | Deutschland, Kanada                |
| Ekigaina                                                                                             |      |      | RWT         | FRA | V.Vi.  | Tannat × Cabernet Sauvignon               | 1955  | 3       | Frankreich, Brasilien, Argentinien |
| Ekim Kara - Echim Kara, Ekim Gara, Ekim Qara, Ukjm Kara, Schwarzer Doktor                            |      |      | RWT         | UKR | V.Vi.  |                                           |       | 27      | Ukraine                            |
| Elbling Rot - Roter Elbling                                                                          |      |      | WWT         | DEU | V.Vi.  |                                           |       | 10      | Deutschland                        |
| Elbling Weiss - Elbling                                                                              |      |      | WWT         | DEU | V.Vi.  | Heunisch Weiss × Traminer Sämling         |       | 972     | Deutschland, Frankreich, Luxemburg |
| Elvira                                                                                               |      |      | WWT, U      | USA | I. C.  | Taylor × Martha                           | 1863  | 231     | USA, Kanada                        |
| Emerald Riesling                                                                                     |      |      | WWT         | USA | V.Vi.  | Grenache × Muscadelle Du Bordelais Faux   | 1936  | 177     | USA, Südafrika, Israel             |
| Emir - Ak Uezuem, Akuezuem, Emir Weiss                                                               |      |      | WWT, TT     | TUR | V.Vi.  |                                           |       | 89      | Türkei                             |
| Emperor (Rebsorte)                                                                                   |      |      | WWT, TT, RT | USA | V.Vi.  |                                           |       |         |                                    |
| Enantio                                                                                              |      |      | RWT         | ITA | V.Vi.  |                                           |       | 178     |                                    |
| Encruzado                                                                                            |      |      | WWT         | PRT | V.Vi.  |                                           |       | 132     | Portugal                           |
| Enfarine Noir                                                                                        |      |      | RWT         | FRA | V.Vi.  |                                           |       | 0       | Frankreich                         |
| Erbaluce Bianca - Erbaluce, Alba lucenti, Albaluce, Albe lucenti, Ambra, Bianc rousti                |      |      | WWT, TT     | ITA | V.Vi.  |                                           |       | 316     | Italien                            |
| Erbamat - Albamatto, Erbamatto, Verdealbara                                                          |      |      | WWT         | ITA |        |                                           |       | 2       | Italien                            |
| Erbamat - Verdealbara                                                                                |      |      | WWT         | ITA |        |                                           |       |         | Italien                            |
| Erbanno                                                                                              |      |      | RWT         |     |        |                                           |       |         | Italien                            |
| Ervi                                                                                                 |      |      | RWT         | ITA | V.Vi.  | Barbera Nera × Croatina                   |       | 3       | Italien                            |
| Esgana Cao Dos Vinhos Verdes - Esgana Cão                                                            |      |      | WWT         | PRT | V.Vi.  |                                           |       |         | Portugal                           |
| Esganinho                                                                                            |      |      | WWT         | PRT | V.Vi.  |                                           |       | 0       | Portugal                           |
| Esganoso - Esganosa de Ponte de Lima, Esganoso de Lima, Esganoso de Ponte, Esganoso de Ponte de Lima |      |      | WWT         | PRT | V.Vi.  |                                           |       |         | Portugal                           |
| Esgana Cão - Esgana Cão                                                                              |      |      | WWT         | POT | V.Vi.  |                                           |       |         | Portugal                           |
| Estreito Macio - Rabigato, Baldoeira, Baldsena, Camarate, Carrega Besta                              |      |      | WWT         | PRT | V.Vi.  |                                           |       | 1       | Portugal                           |
| Etraire de la Dui - Etraire de lAdui, Beccu de lAduï, Betu, Étraire                                  |      |      | RWT         | FRA | V.Vi.  |                                           |       | 5       | Frankreich                         |
| Eva - Beba, Beba de los Santos, Beba de los Santos de Maimona                                        |      |      | WWT, TT     | USA | V. La. | Concord                                   | 1960  |         |                                    |
| Exalta                                                                                               |      |      | TT          | FRA | V.Vi.  | Muscat Hamburg × Perlette                 |       | 4       | Frankreich                         |
| Eyholzer                                                                                             |      |      | WWT         |     | V.Vi.  |                                           |       |         | Italien, Schweiz                   |
| Ezerfuertue - Ezerfurtu                                                                              |      |      | WWT         | HUN | V.Vi.  | Harslevelue × Gewuüztraminer              | 1950  | 295     | Ungarn, Rumänien                   |
| Ezerjó                                                                                               |      |      | WWT         | HUN | V.Vi.  |                                           |       | 636     | Ungarn                             |